# 김미정 (문학평론가)
김미정(1975년 ~ )은 대한민국의 문학평론가이다. 1975년에서 출생하여 성균관대학교 국어국문학과를 졸업하고 동 대학원 박사과정을 수료했다. 2004년 《문학동네》 신인상에 〈‘脫-’의 감각과 쓰기의 존재론-배수아론〉이 당선되어 등단했다. 현재 《문예중앙》 편집위원으로 활동하고 있다.